# Zambias Davis Cup-lag
Zambias Davis Cup-lag styrs av Zambias lawntennisförbund och representerar Zambia i tennisturneringen Davis Cup, tidigare International Lawn Tennis Challenge. Zambia debuterade i sammanhanget 1990, och gick till kvartsfinal i Afrikazonens Grupp II 1991.